# Thomas Laycock

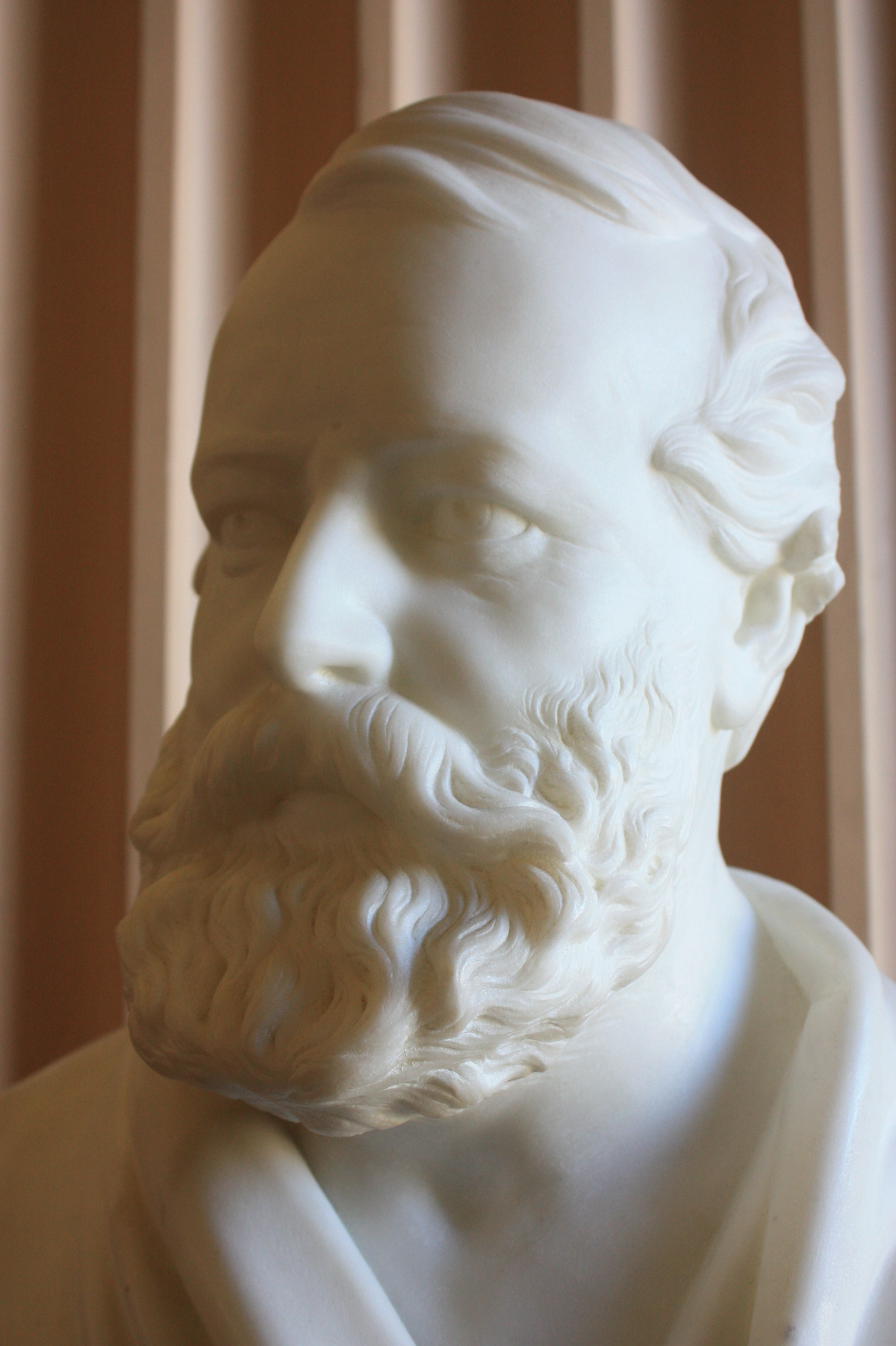
Popiersie Thomasa Laycocka autorstwa George'a Clarka Stantona, Old College, Uniwersytet w Edynburgu.

Thomas Laycock (1812-1876) był angielskim neurofizjologiem, pochodził z Bedale obok York. Wśród historyków medycyny, jest najlepiej znany z wpływu na Johna Hughlingsa Jacksona i psychiatrę Jamesa Crichton-Browne’a. Laycock interesował się układem nerwowym i psychologią.
Laycock był synem duchownego Kościoła metodystycznego. Na praktyce w Bedale szkolił się na chirurga i aptekarza, następnie zaczął studia medyczne na University College London. Kontynuował swoją edukację w Paryżu, gdzie jego nauczycielami byli Alfred Armand Velpeau (1795-1867) i Pierre Charles Alexandre Louis (1787-1872), znany jako inicjator statystyki. W 1839 roku uzyskał stopień doktora medycyny na Uniwersytecie w Getyndze. Następnie wrócił do York i wykładał na York Medical School oraz pracował jako lekarz w poradni. Od 1855 aż do śmierci w 1876 roku, kierował katedrą medycyny w Edynburgu.
W 1852 Laycock spotkał studenta Johna Hughlingsa Jacksona, nauczał także Jonathana Hutchinsona, z którym Jackson spotkał się w 1859 i mieszkał przez trzy lata przy ulicy 14 Finsbury Circus w Londynie. W Edynburgu Laycock przyjaźnił się z reformatorem Williamem A. F. Brownem (1805-1885), gdzie miał duży wpływ na karierę syna przyjaciela Jamesa Crichton-Browne’a (1840-1938).
Laycock w świecie znany jest z teorii obejmującej „działanie odruchu mózgu”, zakładając, że odruch to inteligentna, ale nieświadoma reakcja na bodźce. Twierdził, że mózg, pomimo iż jest siedliskiem świadomości, nadal podlega działaniu odruchów i dlatego nie różni się od innych zwojów układu nerwowego. Przekonany był o „jedności natury” i uważał, że charakter pracy natury jest wynikowym działaniem zasad organizacji układu nerwowego.

## Literatura
- From Lesion to Metaphor: Chronic Pain in British, French and German Medicine; Google Books
- JMS Pearce (2002) Thomas Laycock (1812–1876). J Neurol Neurosurg Psychiatry 73:303.
- British Medical Journal (30 September 1876) Wspomnienie
- James, Frederick Ernest (1998). The Life and Work of Thomas Laycock 1812–1876. London.